# Commission nationale consultative de prévention des violences lors des manifestations sportives
Pour les articles homonymes, voir Commission nationale consultative.
La Commission nationale consultative de prévention des violences lors des manifestations sportives a été créée par la loi n° 2006-784 du 5 juillet 2006 « relative à la prévention des violences lors des manifestations sportives », promulguée sous le gouvernement Villepin (UMP) et issue d'une proposition de loi de Claude Goasguen. Selon son article 4, elle peut notamment prononcer la dissolution de :
«  toute association ou groupement de fait ayant pour objet le soutien à une association sportive mentionnée à l'article L. 122-1 [du Code du sport ], dont des membres ont commis en réunion, en relation ou à l'occasion d'une manifestation sportive, des actes répétés constitutifs de dégradations de biens, de violence sur des personnes ou d'incitation à la haine ou à la discrimination contre des personnes à raison de leur origine, de leur orientation sexuelle, de leur sexe ou de leur appartenance, vraie ou supposée, à une ethnie, une nation, une race ou une religion déterminée. »

## Composition
Elle comprend, selon l'art. 4 de la loi du 5 juillet 2006 :
1. Deux membres de la juridiction administrative, dont le président de la commission, désignés par le vice-président du Conseil d’État ;
2. Deux magistrats de l'ordre judiciaire, désignés par le premier président de la Cour de cassation ;
3. Un représentant du Comité national olympique et sportif français, un représentant des fédérations sportives et un représentant des ligues professionnelles, nommés par le ministre chargé des sports ;
4. Une personnalité choisie en raison de sa compétence en matière de violences lors des manifestations sportives, nommée par le ministre chargé des sports.

Selon le décret n°2006-1550 du 8 décembre 2006, les membres sont nommés pour une durée de trois ans, renouvelable une fois.

## Textes réglementaires
- LOI n° 2006-784 du 5 juillet 2006 relative à la prévention des violences lors des manifestations sportives, JO 6 juillet 2006.
- Décret n°2006-1550 du 8 décembre 2006 relatif au fonctionnement de la Commission nationale consultative de prévention des violences lors des manifestations sportives, NOR: INTD0600279D .
- Décret n° 2010-385 du 16 avril 2010 relatif au fonctionnement de la Commission nationale consultative de prévention des violences lors des manifestations sportives pris à la suite de la loi sur les violences en bande de 2010.